# Eurocup Formula Renault 2.0 2008

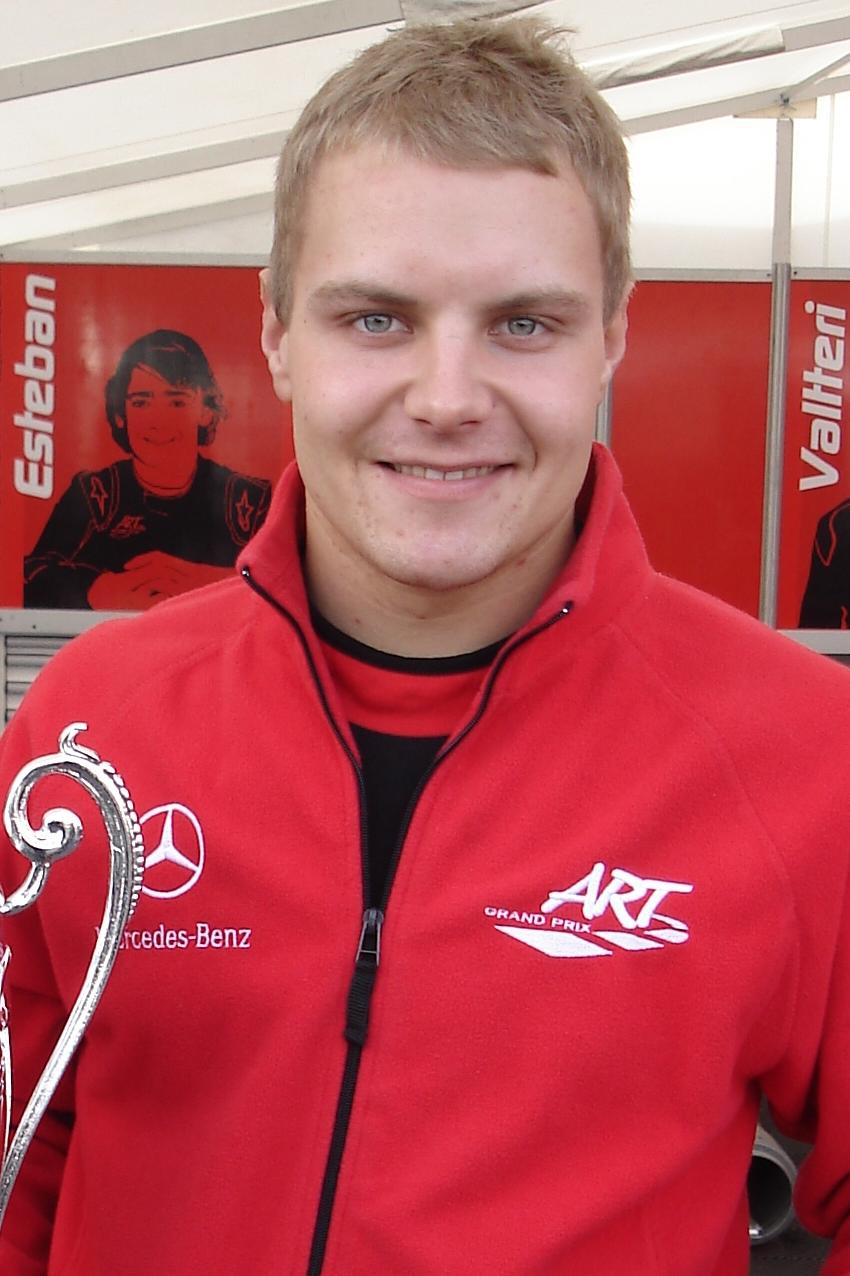
Valtteri Bottas, champion de l'édition 2008 de l'Eurocup Formula Renault 2.0.

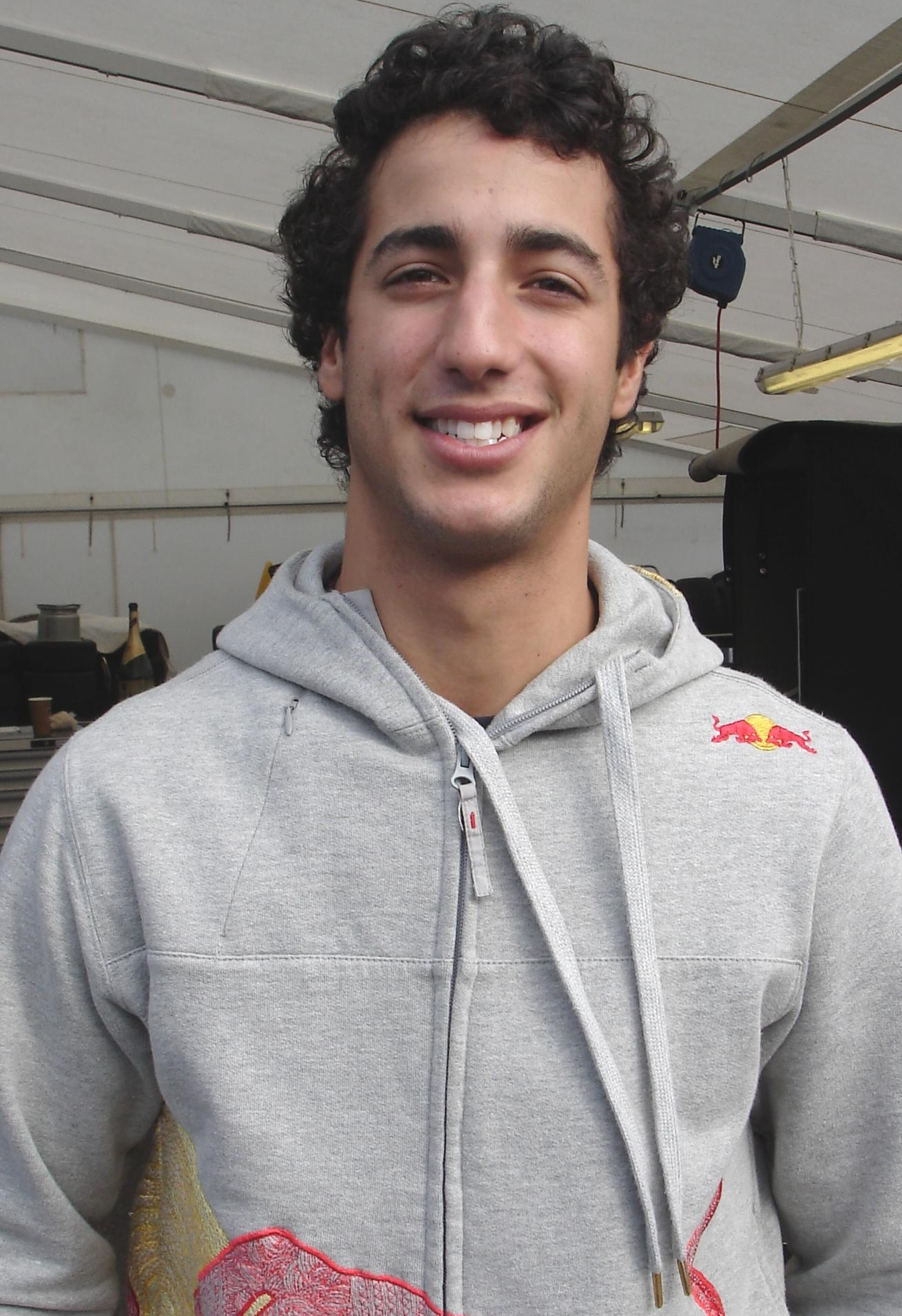
Daniel Ricciardo, vice-champion de l'édition 2008 de l'Eurocup Formula Renault 2.0.

La saison 2008 de l'Eurocup Formula Renault 2.0 se déroule au sein des World Series by Renault du 3 mai au 19 octobre 2008. La saison comprend sept meetings, où chaque course durent 30 minutes.
Lors du dernier meeting se déroulant en Catalogne, quatre pilotes étaient encore en lice pour le titre de champion. Le sésame revient finalement au pilote finlandais Valtteri Bottas. Ce dernier devance l'actuel pilote Toro Rosso, Daniel Ricciardo pour quatre points. Andrea Caldarelli complète le podium du classement général.

## Engagés
| Écurie                | #  | Pilote                 | Courses  |
| --------------------- | -- | ---------------------- | -------- |
| Epsilon Euskadi       | 1  | Jake Rosenzweig        | Tous     |
| Epsilon Euskadi       | 2  | Pablo Montilla         | Tous     |
| Epsilon Euskadi       | 3  | Richard Campollo       | Tous     |
| Epsilon Euskadi       | 7  | Albert Costa           | Tous     |
| Epsilon Euskadi       | 8  | Roberto Merhi          | Tous     |
| Epsilon Euskadi       | 9  | Carlos Muñoz           | 2-7      |
| SG Drivers Project    | 4  | Ramez Azzam            | Tous     |
| SG Drivers Project    | 5  | Anton Nebilitskiy      | Tous     |
| SG Drivers Project    | 6  | Jean-Éric Vergne       | Tous     |
| Motopark Academy      | 10 | Tobias Hegewald        | Tous     |
| Motopark Academy      | 11 | Valtteri Bottas        | Tous     |
| Motopark Academy      | 70 | António Félix da Costa | 1, 4, 6  |
| SG Formula            | 12 | Daniel Ricciardo       | Tous     |
| SG Formula            | 14 | Andrea Caldarelli      | Tous     |
| SG Formula            | 15 | Nelson Lukes           | 1-2      |
| SG Formula            | 15 | Alexander Sims         | 5        |
| SG Formula            | 15 | Miki Monrás            | 6-7      |
| Prema Powerteam       | 16 | Carlos Muñoz           | 1        |
| Prema Powerteam       | 16 | Víctor García          | 3        |
| Prema Powerteam       | 16 | Sergio Campana         | 4-7      |
| Prema Powerteam       | 17 | Sergio Campana         | 2-3      |
| Prema Powerteam       | 17 | Kazim Vasiliauskas     | 1, 4-7   |
| Prema Powerteam       | 18 | Patrick Reiterer       | Tous     |
| Krenek Motorsport     | 19 | Adam Kout              | Tous     |
| Krenek Motorsport     | 74 | Jakub Knoll            | 1        |
| Boutsen Energy Racing | 21 | Nathanaël Berthon      | Tous     |
| Team Motopark         | 22 | Kuba Giermaziak        | Tous     |
| Team Motopark         | 23 | Juan Pablo García      | Tous     |
| Team Motopark         | 71 | Vinicius Sammarone     | 1, 4, 6  |
| BVM Minardi Team      | 24 | Daniel Zampieri        | Tous     |
| BVM Minardi Team      | 25 | César Ramos            | Tous     |
| BVM Minardi Team      | 26 | Adrian Quaife-Hobbs    | Tous     |
| Jenzer Motorsport     | 27 | Michele Faccin         | Tous     |
| Jenzer Motorsport     | 28 | Pål Varhaug            | Tous     |
| Jenzer Motorsport     | 29 | Siso Cunill            | 1-3      |
| Jenzer Motorsport     | 29 | Luís Santos            | 4        |
| Jenzer Motorsport     | 29 | Christopher Zanella    | 6        |
| iQuick                | 30 | Miguel Otegui          | Tous     |
| iQuick                | 31 | Himar Acosta           | 1-2, 4-5 |
| iQuick                | 31 | Johan Jokinen          | 6-7      |
| Amiter Galuppo Sport  | 32 | Marcelo Conchado       | 1-2, 5-7 |
| Epsilon Sport         | 33 | Tristan Vautier        | 1        |
| Epsilon Sport         | 33 | Paul Meijer            | 3-4      |
| Epsilon Sport         | 33 | Bastien Borget         | 5        |
| Epsilon Sport         | 34 | Bastien Borget         | 3        |
| Epsilon Sport         | 34 | Mathieu Arzeno         | 1-2, 5-7 |
| Epsilon Sport         | 35 | Stéphane Richelmi      | 1-5      |
| Hitech Junior Team    | 36 | Richard Singleton      | Tous     |
| Hitech Junior Team    | 37 | Miki Monrás            | 1-5      |
| Hitech Junior Team    | 38 | Luciano Bacheta        | Tous     |
| Hitech Junior Team    | 39 | Juan Estebán Jacobo    | Tous     |
| RB Racing Team        | 40 | Dino Butorac           | 1-5, 7   |
| Fortec Motorsport     | 41 | Dean Smith             | Tous     |
| Fortec Motorsport     | 42 | Daniel McKenzie        | Tous     |
| Fortec Motorsport     | 43 | Gabriel Dias           | 1-6      |
| Fortec Motorsport     | 44 | Alex Morgan            | Tous     |
| TCS Racing            | 45 | Nicolas Marroc         | 1-5      |
| Race Performance      | 66 | Christopher Zanella    | 3        |
| MP Motorsport         | 75 | Paul Meijer            | 1        |
| MP Motorsport         | 76 | Nicky Catsburg         | 1        |
| MP Motorsport         | 77 | Mateusz Adamski        | 1        |
| Pole Services         | 78 | Benjamin Lariche       | 2        |

## Règlement sportif
- Chaque week-end de compétition comporte deux courses.
- L'attribution des points s'effectue selon le barème 15, 12, 10, 8, 6, 5, 4, 3, 2, 1 dans les deux courses du week-end
- Un point est attribué pour l'auteur d'une pole position.

## Courses de la saison 2008
| Manche | Manche | Circuit                         | Date         | Pole Position    | Meilleur tour     | Vainqueur        | Écurie           |
| ------ | ------ | ------------------------------- | ------------ | ---------------- | ----------------- | ---------------- | ---------------- |
| 1      | R1     | Circuit de Spa-Francorchamps    | 3 mai        | Valtteri Bottas  | Daniel Ricciardo  | Daniel Ricciardo | SG Formula       |
| 1      | R2     | Circuit de Spa-Francorchamps    | 4 mai        | Valtteri Bottas  | Daniel Zampieri   | Paul Meijer      | MP Motorsport    |
| 2      | R1     | Circuit de Silverstone          | 7 juin       | Valtteri Bottas  | Mathieu Arzeno    | Valtteri Bottas  | Motopark Academy |
| 2      | R2     | Circuit de Silverstone          | 8 juin       | Valtteri Bottas  | Daniel Ricciardo  | Daniel Ricciardo | SG Formula       |
| 3      | R1     | Hungaroring                     | 5 juillet    | Daniel Ricciardo | Daniel Ricciardo  | Daniel Ricciardo | SG Formula       |
| 3      | R2     | Hungaroring                     | 6 juillet    | Daniel Ricciardo | Daniel Ricciardo  | Daniel Ricciardo | SG Formula       |
| 4      | R1     | Nürburgring                     | 30 août      | Roberto Merhi    | Valtteri Bottas   | Roberto Merhi    | Epsilon Euskadi  |
| 4      | R2     | Nürburgring                     | 31 août      | Valtteri Bottas  | Valtteri Bottas   | Valtteri Bottas  | Motopark Academy |
| 5      | R1     | Circuit Bugatti, Le Mans        | 6 septembre  | Roberto Merhi    | Roberto Merhi     | Roberto Merhi    | Epsilon Euskadi  |
| 5      | R2     | Circuit Bugatti, Le Mans        | 7 septembre  | Valtteri Bottas  | Valtteri Bottas   | Valtteri Bottas  | Motopark Academy |
| 6      | R1     | Circuit d'Estoril               | 27 septembre | Daniel Ricciardo | Albert Costa      | Daniel Ricciardo | SG Formula       |
| 6      | R2     | Circuit d'Estoril               | 28 septembre | Valtteri Bottas  | Valtteri Bottas   | Valtteri Bottas  | Motopark Academy |
| 7      | R1     | Circuit de Catalunya, Barcelone | 18 octobre   | Daniel Ricciardo | Richard Singleton | Valtteri Bottas  | Motopark Academy |
| 7      | R2     | Circuit de Catalunya, Barcelone | 19 octobre   | Daniel Ricciardo | Daniel Ricciardo  | Daniel Ricciardo | SG Formula       |

## Classement des pilotes
| Classement | Pilote                 | Pays        | Équipe                        | Nombre de points |
| ---------- | ---------------------- | ----------- | ----------------------------- | ---------------- |
| 1er        | Valtteri Bottas        | Finlande    | Motopark Academy              | 139              |
| 2e         | Daniel Ricciardo       | Australie   | SG Formula                    | 136              |
| 3e         | Andrea Caldarelli      | Italie      | SG Formula                    | 123              |
| 4e         | Roberto Merhi          | Espagne     | Epsilon Euskadi               | 108              |
| 5e         | Tobias Hegewald        | Allemagne   | Motopark Academy              | 72               |
| 6e         | Jean-Éric Vergne       | France      | SG Drivers Project            | 53               |
| 7e         | César Ramos            | Brésil      | MBVM Minardi Team             | 38               |
| 8e         | Albert Costa           | Espagne     | Epsilon Euskadi               | 35               |
| 9e         | Michele Faccin         | Italie      | Jenzer Motorsport             | 33               |
| 10e        | Mathieu Arzeno         | France      | Epsilon Sport                 | 23               |
| 11e        | Paul Meijer            | Pays-Bas    | MP Motorsport Epsilon Sport   | 21               |
| 12e        | Daniel Zampieri        | Italie      | BVM Minardi Team              | 20               |
| 13e        | António Félix da Costa | Portugal    | Motopark Academy              | 19               |
| 14e        | Alex Morgan            | Royaume-Uni | Fortec Motorsport             | 17               |
| 15e        | Pål Varhaug            | Norvège     | Jenzer Motorsport             | 17               |
| 16e        | Richard Singleton      | Royaume-Uni | Hitech Junior Team            | 16               |
| 17e        | Dean Smith             | Royaume-Uni | Fortec Motorsport             | 11               |
| 18e        | Kuba Giermaziak        | Pologne     | Team Motopark                 | 10               |
| 19e        | Alexander Sims         | Royaume-Uni | SG Formula                    | 7                |
| 20e        | Anton Nebylitskiy      | Russie      | SG Drivers Project            | 7                |
| 21e        | Miki Monrás            | Espagne     | Hitech Junior Team SG Formula | 6                |
| 22e        | Siso Cunill            | Espagne     | Jenzer Motorsport             | 5                |
| 23e        | Luciano Bacheta        | Royaume-Uni | Hitech Junior Team            | 3                |
| 24e        | Gabriel Dias           | Brésil      | Fortec Motorsport             | 3                |
| 25e        | Sergio Campana         | Italie      | Prema Powerteam               | 2                |
| 26e        | Adrian Quaife-Hobbs    | Royaume-Uni | BVM Minardi Team              | 2                |
| 27e        | Patrick Reiterer       | Italie      | Motopark Academy              | 2                |
| 28e        | Jake Rosenzweig        | États-Unis  | Prema Powerteam               | 2                |
| 29e        | Tristan Vautier        | France      | Epsilon Sport                 | 1                |

## Classement des écuries
| Classement | Équipe             | Pays        | Nombre de points |
| ---------- | ------------------ | ----------- | ---------------- |
| 1er        | SG Drivers Project | France      | 332              |
| 2e         | Motopark Academy   | Allemagne   | 240              |
| 3e         | Epsilon Euskadi    | Espagne     | 175              |
| 4e         | BVM Minardi Team   | Italie      | 60               |
| 5e         | Jenzer Motorsport  | Suisse      | 55               |
| 6e         | Fortec Motorsport  | Royaume-Uni | 31               |
| 7e         | Hitech Junior Team | Royaume-Uni | 19               |
| 8e         | MP Motorsport      | Pays-Bas    | 15               |
| 9e         | Prema Powerteam    | Italie      | 4                |